# Canton de Cœuvres
Le canton de Cœuvres est une ancienne division administrative française du département de l'Aisne, située dans le district de Soissons. Son chef-lieu était la commune de Cœuvres (aujourd'hui: Cœuvres-et-Valsery) et le canton comptait 14 communes. La superficie du canton était de 121.91 km².

## Histoire
Le canton est créé le 18 février 1790 sous la Révolution française,. 
Le canton a compté quatorze communes avec Cœuvres pour chef-lieu au moment de sa création : Ambleny, Cœuvres, Cutry, Dommiers, Laversine, Missy-aux-Bois, Montigny-Lengrain, Mortefontaine, Pernant, Ressons-le-Long, Saconin, Saint-Bandry, Saint-Pierre-Aigle et Valsery. Il est une subdivision du district de Soissons qui disparait le 5 Fructidor An III (22 août 1795). Le canton ne subit aucune modification dans sa composition communale pendant cette période.
Lors de la création des arrondissements par la loi du 28 pluviôse an VIII (17 février 1800), le canton de Cœuvres est rattaché à l'arrondissement de Soissons.
Le canton disparaît le 25 septembre 1801 (3 vendémiaire, an X) sous le Consulat. L'ensemble des communes du canton (Ambleny, Cœuvres, Cutry, Dommiers, Laversine, Missy-aux-Bois, Montigny-Lengrain, Mortefontaine, Pernant, Ressons-le-Long, Saconin, Saint-Bandry, Saint-Pierre-Aigle et Valsery) sont intégrées dans le Canton de Vic-sur-Aisne.

## Composition
Le canton est composé de 17 communes au moment de sa suppression en 1801. 
Le tableau suivant en donne la liste, en précisant leur nom, leur population en 1793, puis en 1800, leur cantons de rattachement de l'An X, et leur appartenance aux cantons actuels.
| Communes           | Population (1793) | Population (1800) | Canton de l'an X | Canton actuel |
| ------------------ | ----------------- | ----------------- | ---------------- | ------------- |
| Ambleny            | 1 046             | 986               | Vic-sur-Aisne    | Vic-sur-Aisne |
| Cœuvres,           | 437               | 472               | Vic-sur-Aisne    | Vic-sur-Aisne |
| Cutry              | 158               | 176               | Vic-sur-Aisne    | Vic-sur-Aisne |
| Dommiers           | 400               | 328               | Vic-sur-Aisne    | Vic-sur-Aisne |
| Laversine          | 134               | 144               | Vic-sur-Aisne    | Vic-sur-Aisne |
| Missy-aux-Bois     | 119               | 130               | Vic-sur-Aisne    | Soissons-2    |
| Montigny-Lengrain  | 403               | 490               | Vic-sur-Aisne    | Vic-sur-Aisne |
| Mortefontaine      | 208               | 225               | Vic-sur-Aisne    | Vic-sur-Aisne |
| Pernant            | 451               | 380               | Vic-sur-Aisne    | Vic-sur-Aisne |
| Ressons-le-Long    | 543               | 601               | Vic-sur-Aisne    | Vic-sur-Aisne |
| Saconin,           | 220               | 224               | Vic-sur-Aisne    | Vic-sur-Aisne |
| Saint-Bandry       | 368               | 390               | Vic-sur-Aisne    | Vic-sur-Aisne |
| Saint-Pierre-Aigle | 364               | 429               | Vic-sur-Aisne    | Vic-sur-Aisne |
| Valsery,           | 41                | 59                | Vic-sur-Aisne    | Vic-sur-Aisne |

## Évolution démographique
| 1793  | 1800  |
| ----- | ----- |
| 4 892 | 5 034 |

Histogramme

(élaboration graphique par Wikipédia)